# Rhinatrema bivittatum
Rhinatrema bivittatum is een wormsalamander uit de familie Rhinatrematidae.
De soort werd voor het eerst wetenschappelijk beschreven door Félix Édouard Guérin-Méneville in 1838. Oorspronkelijk werd de wetenschappelijke naam Caecilia bivittata gebruikt. Het was lange tijd de enige soort uit het geslacht Rhinatrema, tot later twee andere soorten aan het geslacht werden toegekend. De soortaanduiding bivittatum betekent vrij vertaald 'tweestrepig'; bi = twee en vitattus = streep.
De soort komt voor in delen van Zuid-Amerika en leeft in de landen Brazilië, Frans-Guyana, Guyana en Suriname. Over de biologie en levenswijze is vrijwel niets bekend.
Epicrionops · 
Rhinatrema